# N-甲酰基四氢吡咯
N-甲酰基四氢吡咯是一种有机化合物，化学式为C5H9NO。它可由四氢吡咯和二氧化碳在还原剂二甲胺-甲硼烷（Me2NH·BH3）的存在下反应制得；四氢吡咯和一氧化碳或二甲基甲酰胺反应也能得到N-甲酰基四氢吡咯。在催化剂的存在下，它可以被还原为N-甲基四氢吡咯。